# Gnorimosphaeroma
Gnorimosphaeroma es una género de isópopos de la familia Sphaeromatidae.

## Especies
- Gnorimosphaeroma albicauda Nunomura, 2005
- Gnorimosphaeroma anchialos Jang & Kwon, 1993
- Gnorimosphaeroma chejuense Kim & Kwon, 1988
- Gnorimosphaeroma hachijoense Nunomura, 1999
- Gnorimosphaeroma hoestlandti Kim & Kwon, 1985
- Gnorimosphaeroma iriei Nunomura, 1998
- Gnorimosphaeroma kurilense Kussakin, 1974
- Gnorimosphaeroma naktongense Kwon & Kim, 1987
- Gnorimosphaeroma noblei Menzies, 1954
- Gnorimosphaeroma oregonense (Dana, 1853)
- Gnorimosphaeroma ovatum (Gurjanova, 1933)
- Gnorimosphaeroma paradoxa (Nunomura, 1988)
- Gnorimosphaeroma pulchellum Nunomura, 1998
- Gnorimosphaeroma rayi Hoestlandt, 1969
- Gnorimosphaeroma saijoense Nunomura, 2013
- Gnorimosphaeroma shikinense Nunomura, 1999
- Gnorimosphaeroma tondaense Nunomura, 1999
- Gnorimosphaeroma trigonocaudum Nunomura, 2011
- Gnorimosphaeroma tsutshimaense Nunomura, 1998